# Mathias Döpfner

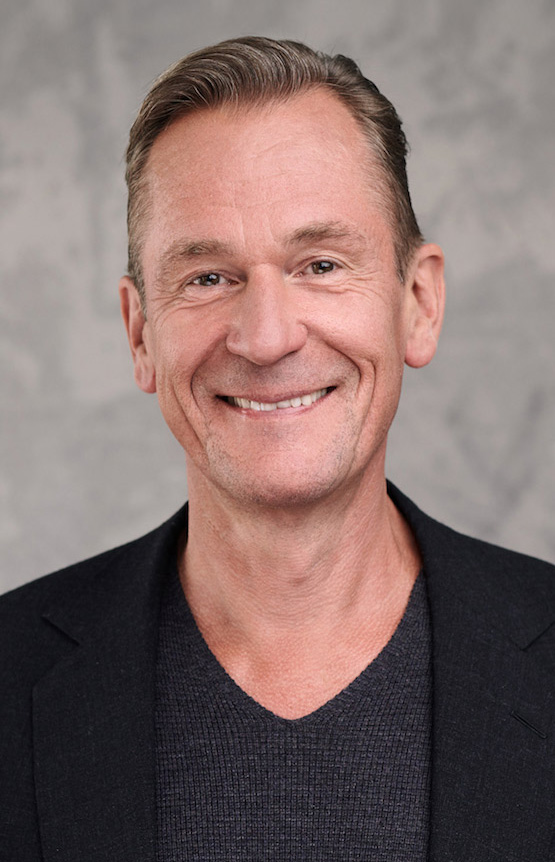
Mathias Döpfner (2023)

Mathias Oliver Christian Döpfner (* 15. Januar 1963 in Bonn) ist ein deutscher Manager, Verleger, Journalist und Lobbyist für Zeitungsverleger. Er ist seit 2002 Vorstandsvorsitzender der Axel Springer SE, an der er seit April 2025 gemeinsam mit Friede Springer zusammen 95 Prozente der Anteile hält. Von 2016 bis 2022 war er Präsident des Bundesverbandes Digitalpublisher und Zeitungsverleger (bis 2019 Bundesverband Deutscher Zeitungsverleger). Sein Vermögen wurde Anfang 2023 auf über eine Milliarde Euro geschätzt.

## Leben

### Familie und Ausbildung
Döpfner wuchs in Offenbach am Main auf. Seine Mutter war Hausfrau, sein Vater war der Hochschulprofessor Dieter C. Döpfner.
Döpfner studierte Musikwissenschaft, Germanistik und Theaterwissenschaften in Frankfurt am Main und Jazz am Berklee College of Music in Boston. 1990 wurde er mit der Dissertation Musikkritik in Deutschland nach 1945. Inhaltliche und formale Tendenzen, eine kritische Analyse an der Universität in Frankfurt am Main zum Dr. phil. promoviert.

### Karriere
Seine Karriere begann 1982 als Musikkritiker des Feuilletons der Frankfurter Allgemeinen Zeitung (FAZ). Außerdem schrieb er unter dem Namen M.O.C. Döpfner für die Schweizer Weltwoche. Nachdem er als FAZ-Korrespondent in Brüssel und als Geschäftsführer einer Tochtergesellschaft der Konzertagentur Winderstein gearbeitet hatte, wechselte Döpfner 1992 zu Gruner + Jahr. Zunächst war er Mitarbeiter des Vorstandsmitglieds Axel Ganz in Paris, später Assistent des Vorstandschefs Gerd Schulte-Hillen. Im April 1994 wurde Döpfner Chefredakteur der Berliner Wochenzeitung Wochenpost, 1996 der Hamburger Morgenpost.

#### Axel Springer SE
Im März 1998 wechselte Döpfner als Chefredakteur zur Tageszeitung Die Welt.
Im Juli 2000 wurde er Mitglied des Vorstands des Axel-Springer-Verlags. Im Oktober 2000 wurde er zusätzlich Vorstand für Zeitungen. Seit Januar 2002 ist Döpfner Vorstandsvorsitzender als Nachfolger von August A. Fischer.
Im Juli 2006 wurde Döpfners Kauf von zwei Prozent der Anteile am Springer Verlag mit Rabatt für 60 Millionen Euro und sein Rollenwechsel vom Manager zum Verleger und Miteigentümer öffentlich.
Bis zum Frühjahr 2006 reduzierte Döpfner die Zahl der Mitarbeiter um ein Drittel. Gleichzeitig veräußerte Springer verlustbringende Tochterunternehmen. Umstritten war die von ihm angeordnete Zusammenlegung der Redaktionen von Die Welt und Berliner Morgenpost. Unter Döpfners Ägide wurde im August 2005 die Übernahme des TV-Unternehmens ProSiebenSat.1 eingefädelt. Diese scheiterte jedoch letztlich am Verbot durch das Bundeskartellamt, das 2010 vom Bundesgerichtshof bestätigt wurde.
Mathias Döpfner war von 2001 bis 2006 Aufsichtsratsmitglied des Pharmaunternehmens Schering AG.
Mathias Döpfner ist gemeinsam mit Friede Springer Haupteigentümer der Axel Springer SE. Zusammen halten sie 95 Prozent der Anteile.

#### Weitere Tätigkeiten
Von Juli 2006 bis Juni 2018 war er Mitglied im Aufsichtsrat des US-Medienkonzerns Time Warner, von 2015 bis 2018 Non-Executive Director der Vodafone Group.
Seit Mai 2014 ist er Mitglied im Board of Directors von Warner Music, seit September 2018 Mitglied im Board of Directors von Netflix.
Döpfner war auch Mitglied im Aufsichtsrat des Finanzinvestors Ripplewood Holdings (RHJI). Im Juli 2009 stellten einige Medien einen Zusammenhang zwischen dem Engagement Döpfners für die um Opel ringenden RHJI und der diesbezüglich positiven Berichterstattung in einigen Medien der Springergruppe her. Die persönlichen Verknüpfungen Döpfners wurden in den Berichten der Medien der Springergruppe zu RHJI nicht thematisiert.

#### Publizistische Tätigkeiten
Das Erste strahlte am 12. Juli 2009 Döpfners Film Mein Freund George Weidenfeld aus.
Zum 100. Geburtstag Axel Springers im Mai 2012 zeigte Döpfner seine persönliche Sicht auf den Verlagsgründer und trug einen fiktiven Brief an den Verleger vor.
Zu seinen medienpolitischen Beiträgen gehören Grundsatzreferate, z. B. auf der NOAH Conference Berlin 2015 oder auf dem Spiegel Publishers Forum, die die Etablierung bezahlter Online-Inhalte und die Abgrenzung von privaten und öffentlich-rechtlichen Medien in digitalen Kanälen zum Thema hatten.
Döpfner veröffentlichte als Gastautor einige Beiträge in dem Blog Achse des Guten.

### Privates
Döpfner und seine Ehefrau Ulrike, geborene Weiss – Tochter des ehemaligen Vorstandes (1979–1998) der Deutschen Bank Ulrich Weiss – haben drei gemeinsame Söhne. Mit Julia Stoschek hat er seit 2016 einen weiteren Sohn.

## Mitgliedschaften

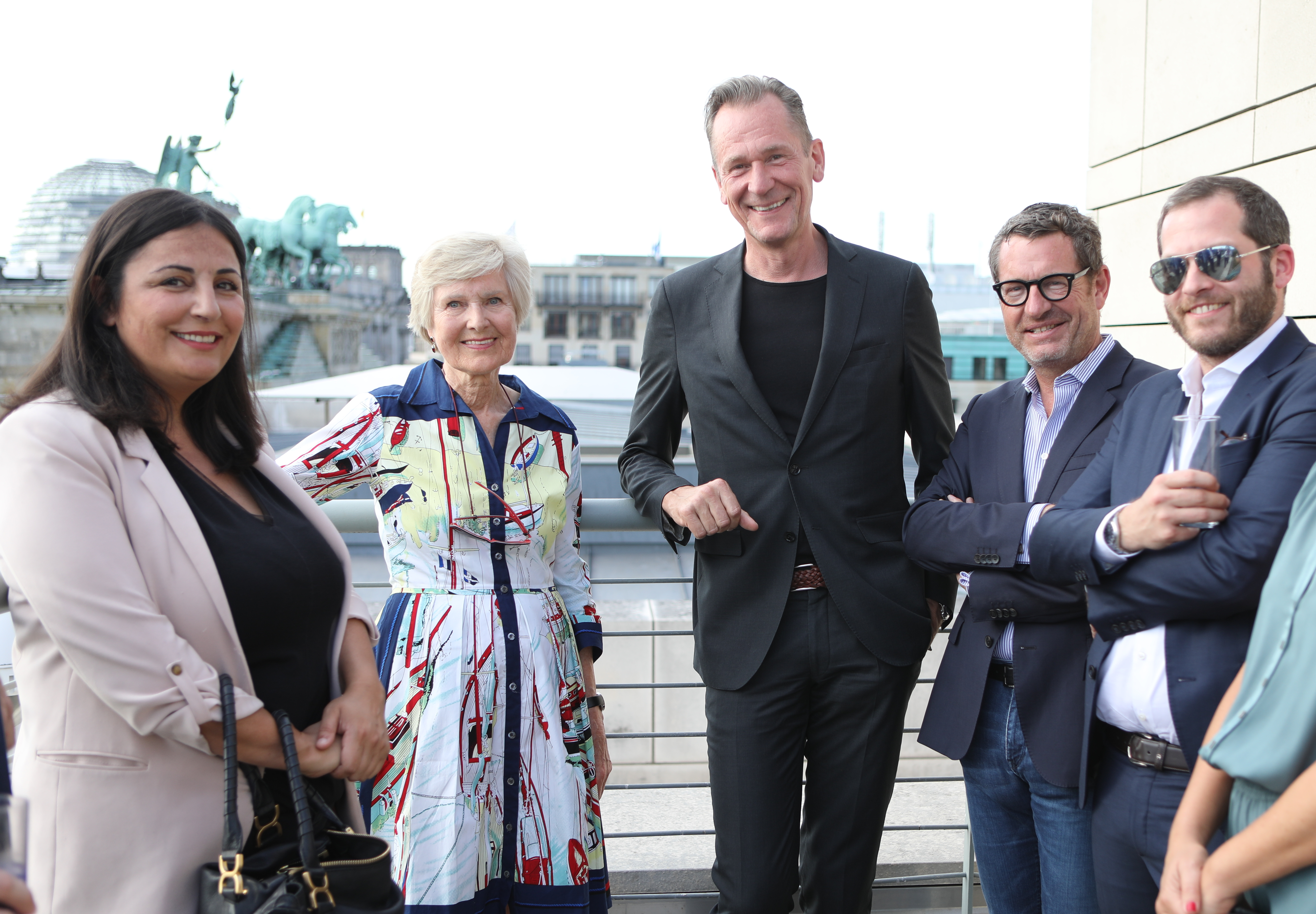
Düzen Tekkal, Friede Springer, Mathias Döpfner, Kai Diekmann und Julian Reichelt auf dem Dach der US-Botschaft in Berlin (2019)

Von Juli 2016 bis November 2022 war Döpfner Präsident des Bundesverbands Digitalpublisher und Zeitungsverleger (BDZV).
Zu seinen Mandaten in Non-Profit-Organisationen zählen Mitgliedschaften in den Aufsichtsgremien des European Publishers Council (EPC), der American Academy in Berlin, der Blavatnik School of Government in Oxford und des American Jewish Committee.
Er war Kuratoriumsmitglied des Berliner Aspen-Instituts, weiterhin ist er regelmäßiger Teilnehmer der Sun Valley-Konferenz, des Weltwirtschaftsforums in Davos, seit 2007 Teilnehmer der Bilderberg-Konferenz und seit 2018 Mitglied in deren Steering Committee. Er ist Kuratoriumsmitglied des Internationalen Journalisten-Programms (IJP) e. V. und seit 2018 Chairman des TOA Open Circle.
Döpfner ist seit 2023 Mitglied des Vorstandes der Margot Friedländer Stiftung.

## Vermögen und Steuerzahlungen
Mit einem Jahresgehalt von 11 Millionen Euro soll Döpfner im Jahr 2009 nach Schätzungen des Manager Magazins der bestbezahlte Manager Deutschlands gewesen sein. Die Axel Springer SE hat diese Schätzung als „grob falsch“ und „unseriös“ bezeichnet. Die im Geschäftsbericht ausgewiesene Gesamtvergütung enthalte Zahlungen für ausgeschiedene Vorstandsmitglieder und lasse keine Hinweise auf die Gehaltsverteilung der vier Vorstände zu. Döpfner gilt als enger Vertrauter der Großaktionärin des Springer-Konzerns und Witwe des Konzerngründers Axel Springer, Friede Springer, die Patin seines zweiten Sohnes ist. Im August 2012 schenkte Springer Döpfner anlässlich ihres 70. Geburtstags einen Aktienanteil von zwei Prozent im Wert von rund 73 Millionen Euro. Es heißt, sie wolle damit sowohl den Kurs Döpfners wie auch ihre persönliche Freundschaft belohnen und ihn weiterhin eng an das Unternehmen binden. Zusammen mit weiteren Aktienkäufen lag Döpfners Anteil bei 3,2 Prozent (Stand Februar 2017).
Friede Springer schenkte 2020 Mathias Döpfner Aktien im Wert von rund einer Milliarde Euro. Am 24. September 2020 gab die Axel Springer SE bekannt, dass Friede Springer einen großen Teil ihrer Anteile am Medienkonzern Döpfner überträgt und ihm darüber hinaus die Stimmrechte an ihrem verbleibenden Aktienpaket übergibt. Döpfner hat Springer einen Anteil von rund 4,1 Prozent an dem Konzern für 276 Millionen Euro abgekauft, zusätzlich wird er rund 15 Prozent als Schenkung erhalten – so kontrollierten beide jeweils rund 22 Prozent. Seit April 2025 halten Mathias Döpfner und Friede Springer zusammen 95 Prozent der Anteile an Axel Springer.
Für Schenkungen, die die Freibeträge übersteigen, sind in Deutschland Steuern fällig. Medien behaupteten, dass keine oder wenig Steuern zu entrichten sind, da Döpfner die Aktien formal von der gemeinnützigen Friede-Springer-Stiftung kaufte. Friede Springer hatte zu diesem Zweck eine Woche vor dem Verkauf besagte 4,1 Prozent an ihre Stiftung übertragen. In Bezug auf die Schenkung konnte er die im Erbschaftsteuergesetz vorgesehene Verschonungsbedarfsprüfung (§ 28a ErbStG) beantragen. Den Spekulationen hielt die Axel Springer SE entgegen, dass die Transaktion gemäß den geltenden Regelungen ordnungsmäßig versteuert wird. Mit dem Kauf der 4,1 Prozent werde die Friede-Springer-Stiftung unterstützt. Allerdings wäre der Aktienkauf mit dem Zweck der Steuervermeidung nach geltendem Recht möglich und würde die Voraussetzung der Verschonungsbedarfsprüfung erfüllen.
Im Jahr 2016 bezifferte das Wirtschaftsmagazin Bilanz das Vermögen Döpfners auf 150 Millionen Euro. Damit stand Döpfner auf Platz 659 der reichsten Menschen in Deutschland. Der Wert der Anteilsübertragungen an Döpfner vom September 2020 wird laut einer Pflichtmitteilung des Großaktionärs Kohlberg Kravis Roberts & Co. (KKR) auf gut eine Milliarde Euro geschätzt.

### Villen in Berlin und Potsdam
Im Jahr 2007 erwarb Döpfner zusammen mit Leonhard Fischer die direkt an der Glienicker Brücke in Potsdam liegende und zu diesem Zeitpunkt verwahrloste Villa Schöningen. Nach einer Sanierung wurde dort am Vorabend des 20. Jahrestags des Mauerfalls, dem 8. November 2009 ein „Freiheitsmuseum“ eröffnet. Das rein privat finanzierte Projekt dokumentierte im Erdgeschoss in der Dauerausstellung die Geschehnisse an der Agentenbrücke während des Kalten Krieges. Heute werden in der Villa Schöningen Wechselausstellungen zeitgenössischer Kunst gezeigt.
Seit 2014 ist Döpfner Eigentümer der Villa Henckel und der Villa Schlieffen in Potsdam. 2017 vereinbarte er mit der Stadt Potsdam, die Rekonstruktion der umliegenden Parkanlage zu finanzieren und einen Teil davon privat nutzen zu dürfen. Die Villa Schlieffen soll als Museum genutzt werden.
2014 kaufte Döpfner das Prinzessinnenpalais in Berlin.

## Positionen und Kontroversen

### Zionismus und jüdisches Leben in Deutschland
Döpfner bezeichnet sich selbst als nichtjüdischen Zionisten, er zeigt sich in öffentlichen Aussagen als auch in der Ausrichtung der Verlagsgruppe betont solidarisch mit Israel und verteidigt das Land gegen Kritik. Er fordert, dass „Deutschland jüdischer werden muss“ und spricht sich für eine verstärkte und bevorzugte Einwanderung jüdischer Personen aus.

### Offener Brief an Google-CEO Eric Schmidt 2014
In einem offenen Brief an den Executive Chairman von Google, Eric Schmidt, kritisierte er den Suchmaschinenkonzern.

### EU-Urheberrechtsreform
Döpfner setzt sich seit vielen Jahren für das Leistungsschutzrecht für Presseverleger auf nationaler und EU-Ebene ein. Der Journalist Stefan Niggemeier warf ihm dabei 2018 öffentliche Falschaussagen vor. In Folge der geplanten EU-Urheberrechtsreform, die ein solches Leistungsschutzrecht auf EU-Ebene vorsieht, analysierte der Journalist Friedhelm Greis vom IT-Fachportal Golem.de verschiedene Aussagen Döpfners und kam zum gleichen Ergebnis. So behauptete Döpfner, dass „gerade Blogger“ von der Reform profitieren würden. Tatsächlich sind diese ausdrücklich vom europäischen Leistungsschutzrecht ausgenommen. Döpfner bestritt auch den Vorwurf, dass der Axel-Springer-Verlag besonders von der neuen Regelung profitieren würde. Tatsächlich würde dieser laut einer Untersuchung voraussichtlich etwa 2/3 aller Einnahmen eines Leistungsschutzrechtes in Deutschland erhalten. Weiter behauptete Döpfner, dass die Einstellung von Google News in Spanien als Folge des dortigen Leistungsschutzrechtes für die Verleger sehr positiv war: „Der Traffic brach demnach für alle in absoluten Zahlen ein, aber der direkte Traffic auf den Angeboten der Verlage nahm drastisch zu. Und der konnte wesentlich besser monetarisiert werden. Wirtschaftlich haben die Verlage in Spanien deutlich profitiert“. Diese Aussage konnte Döpfner auch auf Nachfrage nicht belegen. Tatsächlich geht aus einer Studie der EU-Kommission nur der Einbruch des Traffics hervor. Zuvor hatte sich Döpfner mit dem früheren Digitalkommissar Günther Oettinger und dem Berichterstatter des EU-Parlaments zur Urheberrechtsreform, Axel Voss, getroffen.

### Solidarisierung mit Jan Böhmermann 2016
Am 10. April 2016 solidarisierte sich Döpfner in einem offenen Brief mit dem Satiriker Jan Böhmermann. Dieser hatte zuvor in seiner Show Neo Magazin Royale den Unterschied zwischen Satire und Schmähkritik anhand eines Gedichts über den türkischen Präsidenten Erdoğan veranschaulicht (siehe Böhmermann-Affäre) und damit Verstimmungen in der türkischen Regierung sowie staatsanwaltliche Ermittlungen in Deutschland ausgelöst.

### Rechtsextremer Anschlag in Halle 2019
Döpfner veröffentlichte in der Tageszeitung Die Welt einen Kommentar zum antisemitisch motivierten Anschlag in Halle am 9. Oktober 2019: Er sprach darin von einem „Systemversagen der offenen Gesellschaft“ und einem „Versagen des Staates in seinem zentralen Auftrag“. Döpfner beklagte weiter vitale Fremdenfeindlichkeit. Er sah als Hauptursache eine aus seiner Sicht „rechtsstaatlich sehr zweifelhafte Flüchtlingspolitik“, „eine viel zu schwach besetzte und schlecht ausgestattete Polizei“, „eine überforderte und teilweise wohl auch handlungsunwillige Verwaltung und Justiz“, „eine politische Elite, die die Realitäten verdrängt oder ihnen entrückt ist“, sowie „eine mediale Elite, die Dinge zu oft eher beschwört und beschreibt, wie sie sein sollten, als zu beschreiben, wie die Lage ist“. Weiter spannte Döpfner den Bogen zu Umweltaktivisten und sprach sich dafür aus, über den „wichtigen Kampf gegen eine verantwortungslose Klimapolitik“ auch ein Engagement gegen den aufkommenden Antisemitismus nicht zu vergessen. Er wolle nicht in einem Land leben, in dem ökologisches Engagement als wichtiger erachtet wird als das Vermeiden der Tötung von Menschen anderer Hautfarbe oder weil sie Juden sind.
Dieser Artikel führte zu einer inhaltlichen Debatte. Deniz Yücel führte in einem Kommentar in der WELT aus: „Man kann ihm an vielen Punkten folgen, an manchen nicht. Vor allem aber ist der Bogen irgendwann so weit, dass der eigentliche Anlass – der rechtsterroristische Anschlag in Halle – zu quasi einer Nebensache verkümmert. So entsteht eine Schieflage, die nicht in Döpfners Sinne sein kann.“

### E-Mail zu Wiederwahl Donald Trumps 2020
Die Washington Post deckte am 6. September 2022 eine E-Mail Döpfners an seine engsten Führungskräfte wenige Wochen vor der US-Wahl 2020 auf. Darin habe er mehrere von Donald Trumps Maßnahmen als Präsident gelobt und geschrieben: „Wollen wir alle am 3. November [2020] morgens eine Stunde in uns gehen und beten, dass Donald Trump wieder Präsident der Vereinigten Staaten von Amerika wird?“ Der Verleger hatte zuvor die Existenz dieser E-Mail geleugnet. Später wurde berichtet, dass sich der Ex-Präsident auf seiner Social-Media-Plattform Truth Social im September 2022 bei Döpfner für die E-Mail bedankt habe.

### Affäre um Entlassung von Julian Reichelt alsBild-Chefredakteur 2021
Vielfach kritisiert wurde Döpfner im Zuge des Compliance-Verfahrens um den ehemaligen Bild-Chefredakteur Julian Reichelt, in dem es um Vorwürfe des Machtmissbrauchs im Zusammenhang mit Beziehungen zu Mitarbeiterinnen sowie dem Konsum von Drogen am Arbeitsplatz ging. Wie später bekannt wurde, schrieb Döpfner im März 2021 eine private Textnachricht an den befreundeten Schriftsteller Benjamin von Stuckrad-Barre, Pate von Döpfners jüngstem Sohn. Darin bezeichnete Döpfner Reichelt als „letzten und einzigen Journalisten in Deutschland“, der noch mutig gegen den „neuen, autoritären DDR-Staat“ aufbegehre. Fast alle anderen seien zu „Propaganda-Assistenten“ geworden. Bei der betriebsinternen Beurteilung von Reichelt sei deswegen besondere Vorsicht geboten.
Der New-York-Times-Journalist Ben Smith, der die Textnachricht enthüllt hatte, wies darauf hin, dass es eine in rechten Kreisen etablierte Verschwörungstheorie sei, die Covid-Einschränkungen als Teil einer autoritären Verschwörung darzustellen. Es könne nach dem Vorfall zu einer Angleichung der US-amerikanischen Wahrnehmung des Axel Springer SE an die in Deutschland vorhandene kommen, die eine Ähnlichkeit zu Fox News sähe.
Döpfner bat die Mitarbeiter von Axel Springer SE über ein später auf YouTube veröffentlichtes Video, sich im Zusammenhang mit Machtmissbrauch und respektlosem beruflichen Umgang zu melden, offen zu sprechen und „keine Angst zu haben“. Er kritisierte die New York Times für die Veröffentlichung der privaten Nachricht. Er führte aus, dass eine private SMS keine öffentliche Rede und aus dem Kontext gerissen sei.
Anfang Februar 2022 gab es weitere Enthüllungen durch die britische Financial Times zu umfangreichen Vertuschungsversuchen in der Affäre Reichelt. Bei dieser ginge es laut Döpfner nicht um Sexismus, sondern um eine von ideologischen Feinden angezettelte „Hass-Agenda“. Aussagen von Betroffenen waren dem Vorstand bereits vor dem Compliance-Verfahren bekannt und wurden dem beschuldigten Reichelt entgegen angeblicher Vertraulichkeit weitergegeben. Laut Financial Times wurden Listen von Personen erstellt, um einen „Gegenschlag“ vorzubereiten.
Obwohl die neuen Enthüllungen in einer kurz darauf stattgefundenen Delegiertenversammlung des Bundesverband Digitalpublisher und Zeitungsverleger (BDZV) angeblich kein Thema waren, forderte die Funke Mediengruppe wenige Wochen später auch öffentlich den Rücktritt von Döpfner und drohte ansonsten mit dem Austritt aus dem Verband. Bereits vorher hatte im Anschluss an die Versammlung Thomas Düffert vom Madsack-Verlag sein Amt als BDZV-Vize niedergelegt. Nachdem es auch nach den zweiten Enthüllungen zu keinen Konsequenzen für Döpfner im BDZV gekommen war, verlor die Funke Mediengruppe ihr Vertrauen „in die Veränderungsbereitschaft des geschäftsführenden Präsidiums“ und kündigte Anfang März fristgerecht ihre BDZV-Mitgliedschaft zum Ende des Jahres 2022. Michael Hanfeld bezeichnete in der FAZ das Bild, das der Verlegerverband abgebe, als zerrissen. Döpfner gab im Mai 2022 bekannt, dass er vorzeitig als Präsident des BDZV abtreten werde. Er wolle sich mehr um die US-Geschäfte des Springer-Verlags kümmern.
Der Schriftsteller Benjamin von Stuckrad-Barre, mit dem Döpfner befreundet war, verarbeitete den Vorgang 2023 in seinem Roman Noch wach? Eine der Hauptfiguren des als Schlüsselroman gelesenen Werks wurde mit Döpfner verglichen.

### Plagiatsverfahren zur Dissertation 2022
Anfang Mai 2022 wurde bekannt, dass die Frankfurter Goethe-Universität eine Kommission eingesetzt hat, die Döpfners Doktorarbeit prüft. Wie der Spiegel berichtete, hatten die Plagiatsgutachter Martin Heidingsfelder und Stefan Weber in der Arbeit Textübernahmen ohne korrekte Belege gefunden. Heidingsfelder dokumentierte im Februar 2022 Verdachtsstellen, woraufhin Weber eine systematische Übersicht mit insgesamt 28 Plagiatsfragmenten aus Döpfners Dissertation erstellte. Heidingsfelder und Weber zeigten den Fall bei der Universität Frankfurt an. Im Januar 2023 entschied die dortige Kommission zum Umgang mit wissenschaftlichem Fehlverhalten, dass die Dissertation Plagiate beinhalte und damit ein nicht unerhebliches wissenschaftliches Fehlverhalten vorliege, dies wegen des dennoch geringen Schweregrades allerdings nicht zu einer Entziehung des Doktorgrads führe.

### Veröffentlichung privater Nachrichten 2023
Im April 2023 veröffentlichte Die Zeit private Textnachrichten Döpfners, in denen er sich unter anderem herablassend über Ostdeutsche geäußert („die Ossis sind entweder Kommunisten oder Faschisten“), die Globale Erwärmung begrüßt („Umweltpolitik – ich bin sehr für den Klimawandel. Zivilisationsphasen der Wärme waren immer erfolgreicher als solche der Kälte.“) und Angela Merkel als einen „Sargnagel der Demokratie“ bezeichnet sowie Corona-Maßnahmen kritisiert hatte.  Wenn es eines gebe, was er hasse, dann seien es Windräder. Es handelte sich dabei größtenteils um Nachrichten an Julian Reichelt aus dessen Zeit als Bild-Chefredakteur, von dem sich der Verlag später trennte. Diesen soll er u. a. zwei Tage vor der Bundestagswahl 2021 zur Kampagne für die FDP aufgefordert haben: „Please Stärke die FDP. Wenn die sehr stark sind, können sie in Ampel so autoritär auftreten, dass die platzt und dann Jamaika funktioniert.“
Der Ostbeauftragte der Bundesregierung, Carsten Schneider von der SPD, forderte Döpfner in der Folge zum Rücktritt auf. Döpfner gab indirekt zu, dass die Aussagen von ihm stammten und bat um Entschuldigung dafür, dass er mit seinen Worten „viele gekränkt, verunsichert oder verletzt habe“. Während andere Presseorgane die Veröffentlichung der Zeit begrüßten, kritisierte Marc Felix Serrao (Neue Zürcher Zeitung). Nachdem drei Beschwerden eingegangen waren, leitete der Deutsche Presserat im Mai 2023 ein Beschwerdeverfahren gegen die Zeit ein, wies die Beschwerden nach Beratung aber einstimmig ab. Dies begründete der Presserat damit, dass Döpfner die Äußerungen nicht privat, sondern als Vorstandsvorsitzender und Verleger getätigt habe, somit öffentliches Interesse bestehe, und Döpfner zudem gegen den Verhaltenskodex von Axel Springer verstoßen habe.

### Beziehung zur Privatbank Warburg
Im April 2023 berichtete das Wochenmagazin Stern, Döpfner verdanke seinen Aufstieg zum Großaktionär des Springer-Konzerns einem 60-Millionen-Euro-Kredit der Hamburger Privatbank M.M.Warburg & CO. Döpfners Geschäftsbeziehung zur Warburg Bank war der Öffentlichkeit unbekannt gewesen. Döpfner hatte 2006 von Friede Springer das Angebot erhalten, einen zweiprozentigen Anteil an Springer mit einem Rabatt von 25 % für insgesamt 60 Millionen Euro zu erwerben. Um das ihm fehlende Geld zu beschaffen, wandte Döpfner sich „für seinen ersten großen Einstieg bei Springer als Anteilseigner im Sommer 2006“ an Christian Olearius, den damaligen Sprecher der Geschäftsführung von Warburg. Wie berichtet wird, erhoffte sich die Warburg Bank eine enge Bindung zu Springer. Aus diesem Grund ging Olearius das risikoreiche Kreditgeschäft ein, wie er in persönlichen Aufzeichnungen schrieb. Das Kalkül der Warburg Bank ging auf, als 2016 aufgrund der CumEx-Files die Beteiligung der Privatbank am milliardenschweren Cum-Ex-Steuerbetrug bekannt wurde. Olearius legte 2018 in einem großen Interview in der Welt am Sonntag ausgiebig seine Sicht der Dinge dazu dar und die Bild Zeitung rechtfertigte kampagnenartig den Steuerbetrug mit Titelseiten wie „Das soll ein Skandal sein?“. Döpfners persönliche Verbindung zur Warburg Bank fand keine Erwähnung in den Artikeln, wie Gregor Peter Schmitz im Stern kritisierte.

## Auszeichnungen
- 1992: Axel-Springer-Preis für junge Journalisten
- 2000: Goldene Feder im Bereich Print für seine Tätigkeit als Chefredakteur der Welt (zusammen mit Kai Diekmann)
- 2007: Verdienstorden des Landes Berlin
- 2007: Leo-Baeck-Medaille des Leo-Baeck-Institute New York
- 2011: Deutscher Mediapreis – Mediapersönlichkeit des Jahres
- 2014: Shepard Stone Award
- 2014: Europäischer B’nai-B’rith-Preis[103]
- 2016: Arno-Lustiger-Ehrenpreis[104]
- 2019: Leo-Baeck-Preis des Zentralrats der Juden[105]

Die Verleihung des Shepard Stone Awards wurde von Eva Werner, der Sprecherin des Deutschen Journalisten-Verbandes, kritisiert: „Dass es so kurze Zeit nach dem Ausscheiden aus dem Kuratorium passiert, wirft einen Schatten auf die Auszeichnung.“ Der Medienwissenschaftler Uwe Krüger urteilte, dass „hier ein Preis sozusagen innerhalb der Familie vergeben wurde, also eine bestimmte elitäre Gruppierung sich selbst bestätigt und selbst erhält“.

## Veröffentlichungen
- mit Thomas Garms: Neue Deutsche Welle. Kunst oder Mode? Frankfurt am Main; Berlin; Wien: Ullstein, 1984, ISBN 3-548-36505-1 (Ullstein-Buch, 36505; Populäre Kultur).
- mit Thomas Garms: Erotik in der Musik. Frankfurt/Main; Berlin: Ullstein, 1986, 208 Seiten, ISBN 3-548-36517-5 (Ullstein-Buch, 36517; Populäre Kultur).
- Musikkritik in Deutschland nach 1945. Inhaltliche und formale Tendenzen; eine kritische Analyse. Zugleich: Dissertation, Universität Frankfurt (Main), 1990. Frankfurt am Main; Bern; New York; Paris: Lang, 1991, 334 Seiten, ISBN 3-631-43158-9 (Europäische Hochschulschriften, Reihe 36, Musikwissenschaft Band 59).
- Brüssel. Das Insider-Lexikon. München: Beck, 1993, 156 Seiten, ISBN 3-406-37397-6 (Beck’sche Reihe; 1007).
- Axel Springer. Neue Blicke auf den Verleger; eine Edition aktueller Autorenbeiträge und eigener Texte. Hrsg.: Mathias Döpfner. Hamburg: Springer, 2005, 256 Seiten, ISBN 3-9809879-9-X.
- Reform statt Subvention – Warum wir verlässliche gesetzliche Maßstäbe für Fusionsvorhaben und Schutz kreativer Leistungen brauchen. In: Krautscheid/Schwartmann (Hrsg.): Fesseln für die Vielfalt? Das Medienkonzentrationsrecht auf dem Prüfstand. C.F. Müller Verlag, Heidelberg 2010.
- Die Verlage sind im digitalen Zeitalter stärker, als sie selbst denken. In: Hubert Burda, Mathias Döpfner, Bodo Hombach, Jürgen Rüttgers (Hrsg.): 2020 – Gedanken zur Zukunft des Internets. Klartext, Essen, 2010, S. 177–182, ISBN 978-3-8375-0376-0.
- How German is it? Abdruck des Vortrags bei der Thomas Demand Ausstellung „Nationalgalerie“, Suhrkamp 2010.
- Die Freiheitsfalle – Ein Bericht. Berlin: Propyläen, 2011, 256 Seiten, ISBN 978-3-549-07372-8.
- Anselm Kiefer/Mathias Döpfner, Kunst und Leben, Mythen und Tod. Ein Streitgespräch (Quadriga Verlag, 2012).
- Leser- und Kundenorientierung in einer digitalisierten Medienwelt – Eine Zwischenbilanz, in: Stadler/Brenner/Hermann (Hrsg.), Erfolg im digitalen Zeitalter (Frankfurter Allgemeine Buch Verlag, 2012).
- Die Welt gehört denen, die neu denken. In: Kardinaltugenden effektiver Führung. Drucker, Peter F. (Hrsg.), München: Redline Verlag, 2014, ISBN 978-3-86881-396-8.
- (als Herausgeber): „Berlin ist das Herz Europas, ich kenne kein anderes.“ Axel Springer und seine Stadt. Edition Braus, Berlin 2015, ISBN 978-3-86228-135-0.
- Abschied vom Pessimismus. In: Die Idee des Mediums – Reden zur Zukunft des Journalismus / Bernhard Pörksen; Andreas Narr (Hrsg.), von Halem, Köln 2015, ISBN 978-3-86962-146-3.
- Der Freiheitshandel. Warum Geschäfte mit Diktatoren unsere Demokratie gefährden. Plassen, Kulmbach 2024, ISBN 978-3-86470-953-1.